# Nemesia pannonica
Nemesia pannonica este o specie de păianjeni migalomorfi din familia Nemesiidae. Specia date este protejată în Ungaria. Lungimea corpului este de 11–12 mm, culoare maro, cu nuanță roșiatică. Nemesia pannonica sapă galerii subterane și căptușește pereții cu fire de mătase. Perioada de acuplare durează din primăvară până toamna.